# Іртиш
Ірти́ш (каз. Ертіс, рос. Иртыш, кит.: 额尔齐斯河, хант. Ԓаӈаԓ) — річка в Азії, головна притока річки Об. Протікає територією Китаю (525 км), Казахстану (1835 км) і Росії (2010 км).
- Довжина 4 248 км.
- Сточище 1 643 000 км².

## Загальні відомості
Річка Іртиш найбільша притока р. Обі: за площею басейну, рівною 1 643 000 км, вона займає п'яте місце серед річок Росії, а за довжиною (4 248 км) поступається лише р. Лені. Сточище річки Іртиш і її притоки розташовані переважно на одній з величезних рівнин світу — Західно-Сибірській низовині, яка є сильно заболоченою місцевістю, слабо нахиленою на північ.
Сточище річки Іртиша характеризується великою різноманітністю фізико-географічних умов. Верхня частина сточища розташована в гірській місцевості, з виразно вираженою вертикальною зональністю. Велика частина сточища розташована в степовій і лісостеповій зонах, і лише порівняно невелика нижня частина сточища лежить в лісовій зоні. Верхня частина сточища Іртишу розташована в Китаї (КНР) та Монголії, середня частина сточища площею близько 200 тисяч км² (з довжиною по Іртишу 1 637 км) знаходиться на території Казахстану, і нижня частина сточища площею 1 340 000 км² (2 084 км нижньої течії) розташовується на території Росії.
Витоки Іртишу знаходяться в горах Монгольського Алтаю. З Китаю під назвою Чорний Іртиш він потрапляє до Казахстану в Зайсанську улоговину, де впадає в озеро Зайсан. У гирлі Чорного Іртишу знаходиться велика дельта. У Зайсан впадає багато річок з Рудного Алтаю, хребтів Тарбагатай і Саур. Посилений цими водами Іртиш витікає з озера Зайсан на північний захід через Бухтармінську ГЕС і слідом за нею розташовану Усть-Каменогорську ГЕС. Тут розташований великий промисловий центр — місто Усть-Каменогорськ. Нижче за течією знаходяться Шульбінська ГЕС і місто Семей.
Річка Іртиш протікає по Східноказахстанській і Павлодарській областях Казахстану, а також Омською та Тюменською областями. Адміністративні центри вказаних вище областей розташовані на берегах Іртишу, окрім міста Тюмень, розташованого на річці Турі. У гирлі річки Іртиш розташований центр величезного Ханти-Мансійського автономного округу Тюменської області — м. Ханти-Мансійськ. На річках сточища розташовуються такі обласні міста Казахстану, як Петропавловськ (на річці Ішим) і Костанай (на Тоболі), і такі обласні міста Росії, як Курган (на Тоболі), Челябінськ (на Міасі) і Єкатеринбург (на Ісеті). На річці Ішим також розташована столиця Казахстану Астана.
На більшій частині своєї течії від міста Семей до гирла (близько 2 900 км) Іртиш протікає Західно-Сибірською низовиною.
В межах верхньої третини річки, протягом близько 1500 км. (до міста Семей) є досить густа мережа гірських приток, що стікають з відрогів Алтаю, зокрема такі річки, як Курчум, Бухтарма і Уба. Після впадання справа річки Тульбінки (2 990 км) і зліва Шаган (2 801 км) Іртиш не приймає жодної скільки-небудь значної притоки до гирла річки Ом (1 871 км). На цьому протязі з обох боків до річки прилягають величезні області внутрішнього стоку, що становлять 521 000 км² або 31,7 % водозбору сточища річки Іртиш.
Маючи середнє падіння 25 см/км. Висота берегів тут зазвичай рівна 2-4 м. До берегів місцями підступають барханні піски, сильно засмічують річище, висота берегів при цьому може зростати до 7-8 м. На деяких ділянках до берегів підходять глинисті ували, створюючи берегові урвища заввишки до 25 м. Ложе річки піщане, а нижче за гирло р. Кальджір (3 716 км) — кам'янисте, досить часто тут зустрічаються перекати.
Навігація з квітня по листопад.
Притоки — Кальджир, Курчум, Нарим, Бухтарма, Ульба, Уба, Кизилсу, Чар, Тобол, Ом, Тара, Туй, Уй, Шиш, Ішим, Оша, Шаган, Дем'янка, Конда.
Міста — Усть-Каменогорськ, Семей (колишній Семипалатинськ), Курчатов, Аксу, Павлодар, Омськ, Тара, Тобольськ, Ханти-Мансійськ.

## Гідрологія
Живлення Іртиша змішане: в верхів'ях снігове, льодовикове і частково дощове; в нижній течії снігове, дощове і ґрунтове. Характер водного режиму також істотно змінюється. У верхній течії повінь починається в квітні, максимум у квітні — червні, спад триває до жовтня; стік річки зарегульований. У пониззі повінь з кінця травня до вересня, максимум в червні. 50 % річного стоку проходить навесні, в верхів'ях частка стоку влітку і восени по 20 %, взимку 10 %, у Тобольська відповідно 27 %, 19 % і 7 %. Середня витрата в Усть-Каменогорську 628 м³/с, Семеї близько 960 м³/с, Омську 917 м³/с, Тобольську 2150 м³/с, в гирлі близько 3000 м³/с, річний стік близько 95 км³. Розмах коливань рівня вище озера Зайсан 4,4 м, в Омська 7 м, Усть-Ішима 12,7 м, до гирла зменшується.
Ухил порядку 0,03 м на кілометр.
Льодоставу на Іртиші передує льодохід тривалістю близько 20 днів у верхів'ях і 6-10 днів в низов'ях. Замерзає у верхів'ях в кінці листопада, в низов'ях на початку листопада, розкривається у квітні.

## Склад води
Вода річки прісна, м'яка. Мінералізація води коливається залежно від сезону від 136—253 мг/дм³ під час повені до 300—324 мг/дм³ в зимовий період, збільшуючись по довжині Іртиша з півдня на північ до Усть-Ішима, за межами Омської області дещо знижується до впадання в Об. Сольовий склад Іртиша гідрокарбонатний кальцієвий, рідше натрієвий. Іртиш є однією з найчистіших річок нашої планети.

## Флора і фауна
У Іртиші мешкають представники осетрових (осетер сибірський, стерлядь), лососевих (нельма, муксун, ряпушка), коропових (в'язь, короп, лящ, плітка, краснопірка звичайна, ялець звичайний, сріблястий і звичайний карась та ін.), окуневих (окунь, судак, йорж), миневих (минь річковий).

## Каскад ГЕС
На річці розташовано ГЕС Kěkětuōhǎi, ГЕС Hādébùtè, ГЕС Фуюнь, ГЕС Kālàsùkè (на Чорному Іртиші).

## Водосховища
- Бухтармінське водосховище
- Усть-Каменогорське водосховище
- Шульбінське водосховище

## Галерея

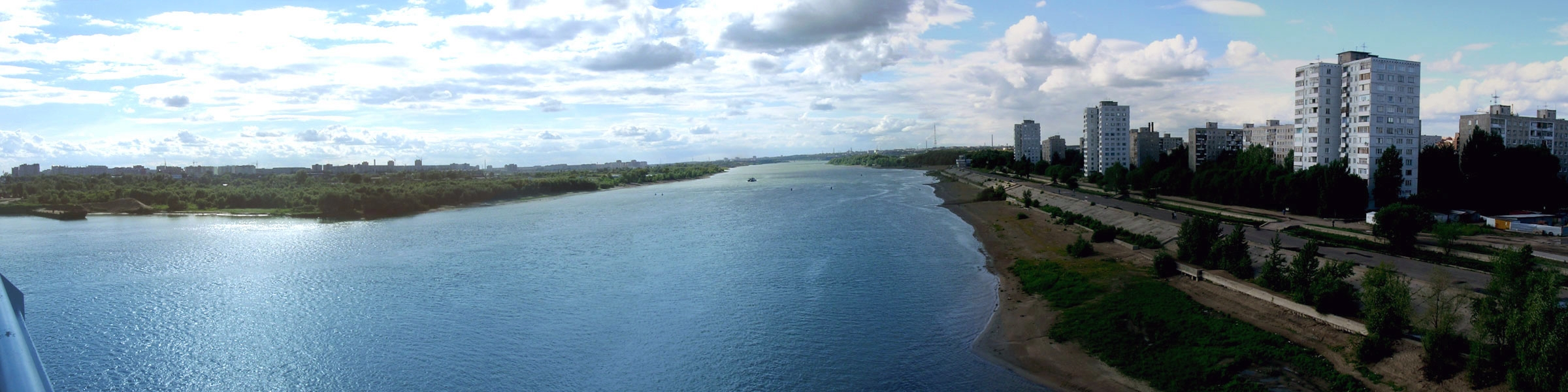
Іртиш в Омську (вид з метромосту)

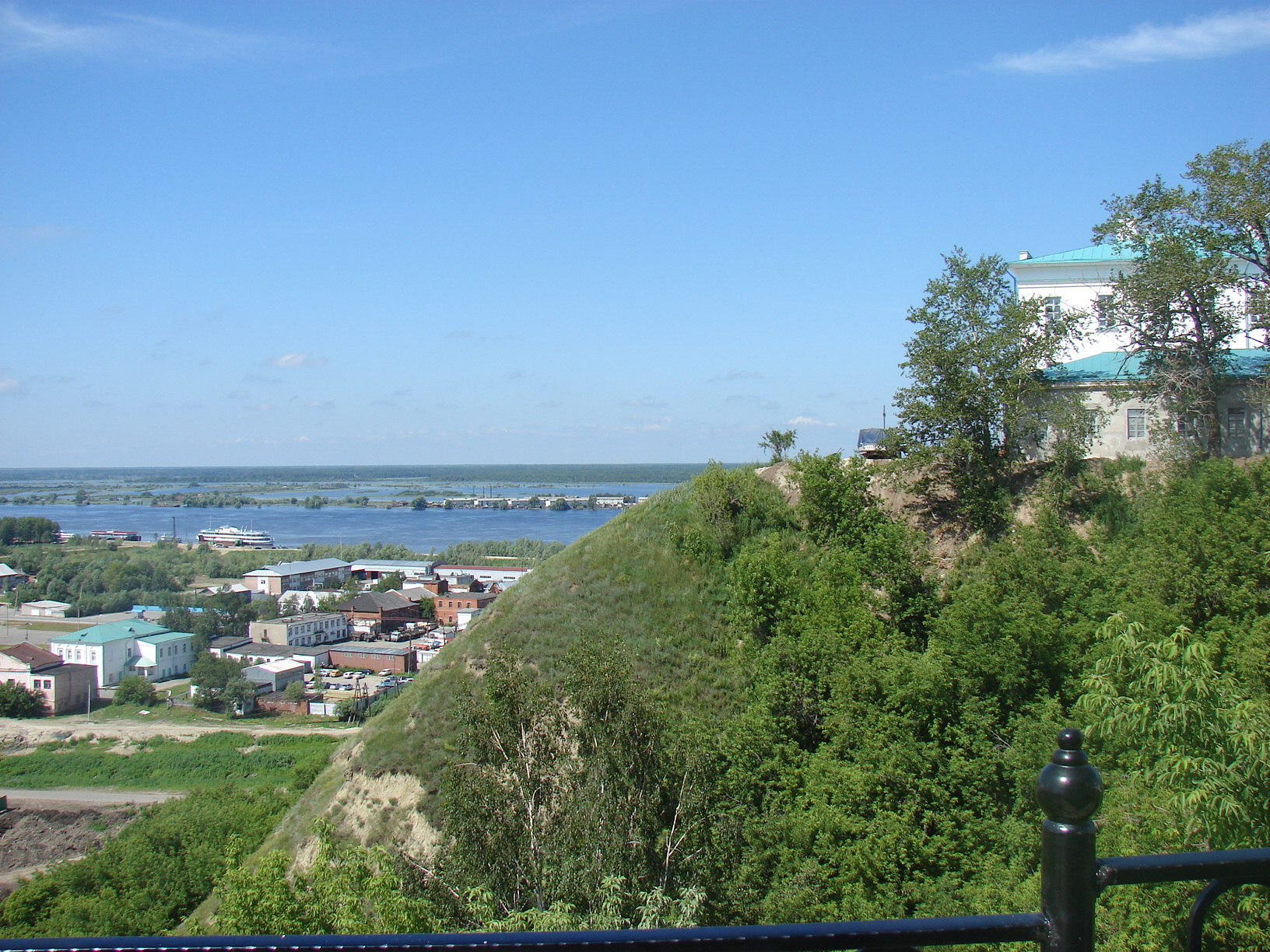
Іртиш у Тобольську
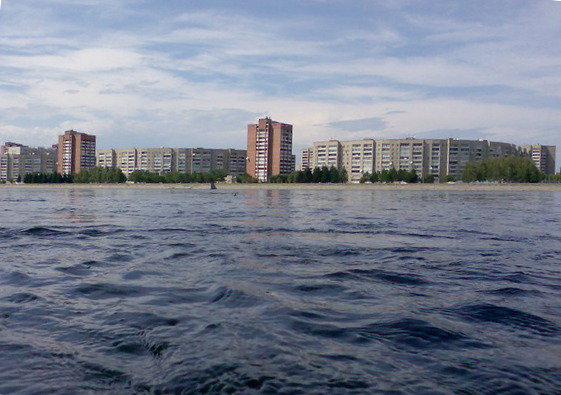
Іртиш в Усть-Каменогорську
Міст у місті Семей
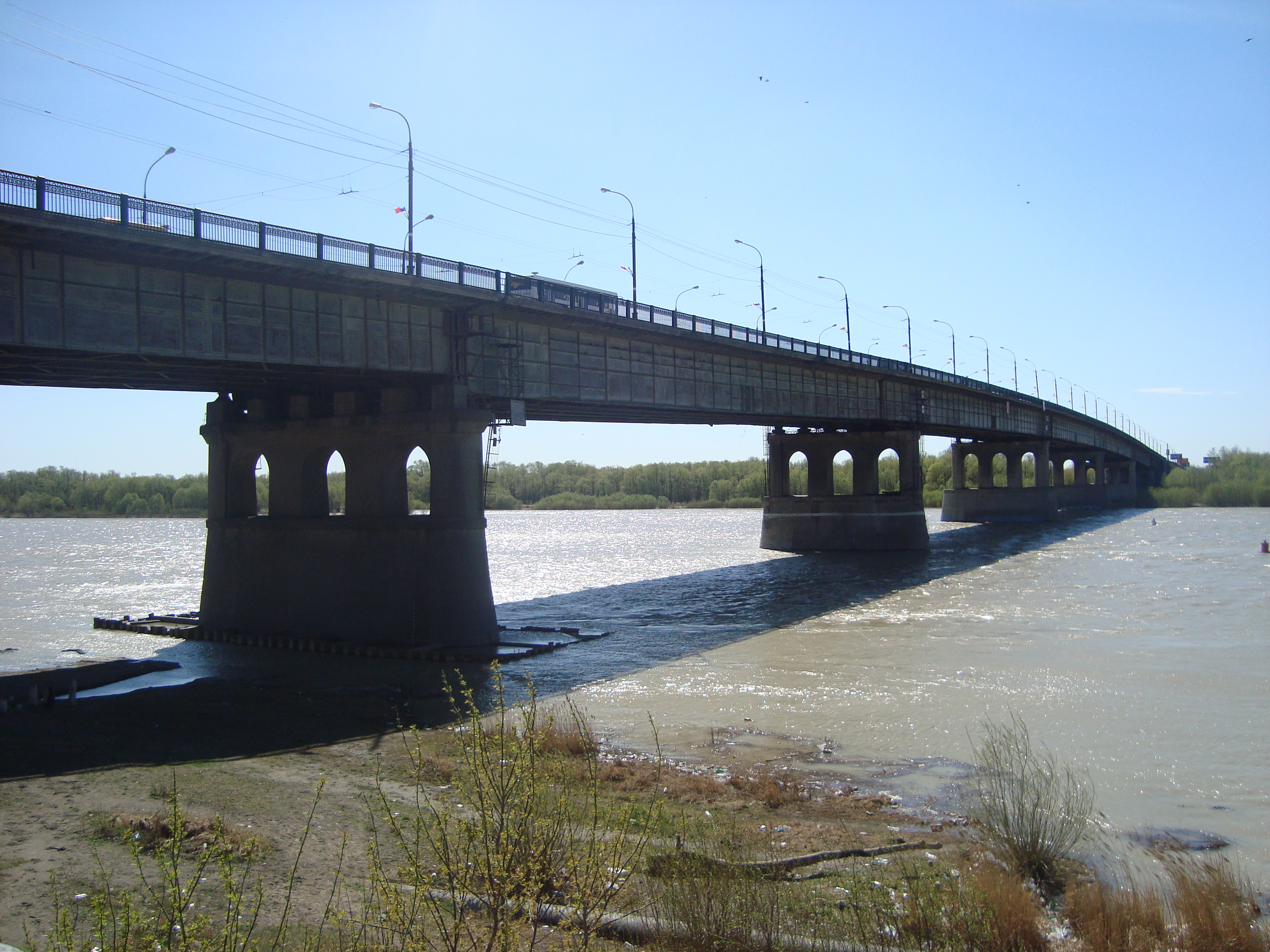
Міст у Омську